# Michel Jéquier
Michel Jéquier (* 1909; † 1996) war ein Schweizer Arzt und Heraldiker.
Jéquier war ein Nachfahre von Gustave Jéquier. Er habilitierte in Medizin und gründete 1954 den Service de neurologie am Centre hospitalier universitaire vaudois. Von 1971 bis 1973 war Jéquier Präsident der Schweizerischen Neurologischen Gesellschaft.